# 仙姑庙 (云浮)
仙姑庙，位于中国广东省云浮市罗定市塘镇陈塘下村山顶，为罗定市文物保护单位，类型为古建筑，公布时间为1994年6月8日。
仙姑庙的历史年代为清代。